# Габріель Мінадео
Габріель Мінадео (ісп. Gabriel Minadeo, 27 липня 1967) — аргентинський хокеїст на траві.
Учасник Олімпійських Ігор 1988, 1992, 1996 років.